# Ernesto
Ernesto ist ein männlicher Vorname.

## Herkunft und Bedeutung
Ernesto ist die italienische, portugiesische und spanische Version des männlichen Vornamens Ernst.

## Namensträger
- Ernesto Agazzi (* 1942), uruguayischer Politiker und Agrar-Ingenieur
- Ernesto Albarracín (1907–?), argentinischer Fußballspieler
- Ernesto Alonso (1917–2007), mexikanischer Schauspieler, Fernsehregisseur und -produzent
- Ernesto Alterio (* 1970), argentinischer Film- und Theaterschauspieler
- Ernesto Angiulli (1849–1918), italienischer römisch-katholischer Geistlicher und Weihbischof
- Edwin Ernesto Ayala (* 1966), Rechtsanwalt und Autor in El Salvador
- Ernesto Balladares (* 1946), panamaischer Politiker; Staatspräsident 1994–1999
- Ernesto Belis (1909–unb.), argentinischer Fußballspieler
- Ernesto Bernareggi (1917–1984), italienischer Numismatiker
- Ernesto Bertarelli (* 1965), schweizerischer Inhaber, CEO und Präsident des Verwaltungsrates von Serono S.A.
- Ernesto Canto (1959–2020), mexikanischer Leichtathlet
- Ernesto Cardenal (1925–2020), nicaraguanischer katholischer Priester, Poet und Politiker; Vertreter der Befreiungstheologie
- Ernesto Castano (1939–2023), italienischer Fußballspieler
- Ernesto Corripio (y) Ahumada (1919–2008), emeritierter Erzbischof von Mexiko-Stadt
- Ernesto Domínguez (* 1955), mexikanischer Poolbillardspieler
- Ernesto Ferrero (1938–2023), italienischer Schriftsteller, Essayist, Lektor und Literaturkritiker
- Ernesto Geisel (1908–1996), Präsident Brasiliens während der Militärdiktatur der 1970er-Jahre
- Julio Ernesto Granda Zúñiga (* 1967), peruanischer Schachgroßmeister
- Ernesto Grassi (1902–1991), italienischer Philosoph
- Ernesto de la Guardia Navarro (1904–1983), 30. Staatspräsident von Panama
- Ernesto „Che“ Guevara (1928–1967), argentinischer Arzt und kubanischer Revolutionär, Politiker und Guerillaführer
- Ernesto Guggeri (1900–1960), uruguayischer Politiker und Arzt
- Ernesto Halffter (1905–1989), spanischer Komponist und Dirigent
- Ernesto Hintze Ribeiro (1849–1907), dreimaliger Regierungschef von Portugal
- Ernesto Hoost (* 1965), niederländischer K1-Kämpfer
- Ernesto Icaza Sánchez (1866–1935), mexikanischer Pferde- und Reitermaler
- Ernesto Klem (* 2001), niederländischer Eishockeyspieler
- Ernesto Köhler (1849–1907), Flötist und Komponist
- Ernesto Laclau (1935–2014), argentinischer politischer Theoretiker
- Ernesto Lecuona (1895–1963), kubanischer Komponist und Musiker
- Ernesto Lupercio (* 1970), mexikanischer Mathematiker
- Ernesto Maguengue (* 1964), mosambikanischer Bischof der Römisch-Katholischen Kirche
- Ernesto Mallo (* 1948), argentinischer Schriftsteller, Drehbuchautor und Journalist
- Ernesto Mascheroni (1907–1984), uruguayisch-italienischer Fußballspieler
- Ernesto Maserati (1898–1975), italienischer Automobilrennfahrer, Ingenieur und Unternehmer
- Ernesto Mehlich, früher Ernst Mehlich (1888–1977), deutsch-brasilianischer Dirigent, Pianist und Komponist
- Ernesto Meléndez (1939–2010), kubanischer Revolutionär, Diplomat und Politiker
- Ernesto Molinari (* 1956), Schweizer Klarinettist und Komponist
- Ernesto Moneta (1833–1918), italienischer Publizist und Politiker; Friedensnobelpreis 1907
- Ernesto Montecuccoli (1582–1633), kaiserlicher General im Dreißigjährigen Krieg
- Ernesto Peltzer (geboren als Ernst Peltzer; 1901–1975), deutsch-venezolanischer Ökonom und Hochschullehrer
- Ernesto Perren (* 1942), Schweizer Schriftsteller
- Ernesto Peternolli (1904–1981), italienischer Romanist und Italianist
- Ernesto Quesada (1858–1934), argentinischer Soziologe, Jurist, Publizist, Historiker und Sprachwissenschaftler
- Ernesto Revé (* 1992), kubanischer Leichtathlet
- Ernesto Ruffini (1888–1967), italienischer Kardinal
- Ernesto Sabato (1911–2011), argentinischer Schriftsteller
- Ernesto Samper (Pizano) (* 1950), Staatspräsident der Republik Kolumbien von 1984 bis 1998
- Ernesto Savona (* 1943), italienischer Rechtswissenschaftler, Soziologe und Kriminologe
- Ernesto Scorsone (* 1952), US-amerikanischer Politiker, Rechtsanwalt und Richter
- Ernesto Sota, mexikanischer Fußballspieler und -trainer im 20. Jh.
- Ernesto Sprega (1829–1911), italienischer Maler und Keramikkünstler
- Ernesto Tisdel Lefevre (1876–1922), panamaischer Politiker; Premierminister und elfter Staatspräsident von Panama
- Ernesto Zardini (1908–1934), italienischer Skispringer und Nordischer Kombinierer
- Ernesto Zedillo (Ponce de León) (* 1951), mexikanischer Ökonom und Politiker, Präsident von Mexiko 1994 bis 2000

## Weiteres
- Ernesto-Pass, Gebirgspass auf Südgeorgien im Südatlantik
- Ernest
- Ernesto (Novelle), 1975 veröffentlichte Novelle von Umberto Saba
- Ernesto (Film), italienisches Filmdrama von Salvatore Samperi (1979) nach Sabas Novelle